# Karol Heimroth
Karol Heimroth lub Józef Heimroth (ur. 9 maja 1862 r. we Lwowie, w Królestwie Galicji i Lodomerii, zm. 21 maja 1930 r.) – polski malarz tworzący we Lwowie.
Aleksandra Melbechowska-Luty w Słowniku Artystów Polskich identyfikuje malarza pod imieniem Karol lub Józef. Artysta tworzył głównie we Lwowie. Swoje prace wystawiał w Krakowie pod patronatem tamtejszego Towarzystwa Przyjaciół Sztuk Pięknych: w 1889 roku przedstawiono jego pracę Z okolic Szczerca, w 1890 prace Z okolic Norwegii i Krajobraz, w 1891 obrazy Brzeg lasu oraz cztery krajobrazy, w 1892 roku dwa obrazy Znad Dniestru i Wschód księżyca, w 1894 Krajobraz. W latach 1890-1891 jego obrazy były wystawiane we lwowskim oddziale TPSP. Jego prace wystawiane były również we Lwowskiej Galerii Obrazów: Leśny pejzaż z dziećmi (obraz sygnowany K. Heimroth), Pejzaż z dziewczynką na drodze, Wschód księżyca w górach (sygnowany samym nazwiskiem). Innymi znanymi pracami Heimrotha są: Portret prałata Tomasza Kowalewskiego z 1900 roku, sygnowany znajdujący się obecnie w Muzeum Diecezjalnym w Płocku, Rybak w strumieniu z 1910, obecnie w Muzeum Narodowym w Warszawie, Żyd w talesie (w 1979 roku znajdował się w zbiorach Żydowskiego Instytutu Historycznego w Warszawie), Chłopiec i dziewczyna na tle krajobrazu (w katalogu wystawy starych mistrzów lwowskich obraz podpisany Józef Heimroth) i Bolszewik (oba z 1925 roku).
Prawdopodobnie Heimroth jest autorem malowidła wykonanego w 1893 roku do kaplicy św. Benedykta w kościele Jezuitów we Lwowie. W 1897 roku namalował w zakrystii kościoła parafialnego w Starej Wsi k. Brzozowa polichromię przedstawiające sceny biblijne w stylu prac Gustawa Dore.